# БКГ1
БКГ1 - вантажний двосекційний електровоз змінного струму, вироблений на Датунському локомотивобудівному заводі (КНР). Електровоз створений на основі китайського електровоза HXD2. Закуповується в рамках заміни застарілих електровозів серії ВЛ80.
В квітні 2010 року стало відомо про укладання угоди на поставку 12 електровозів, вартість контракту 100 млн доларів.
Усі 12 електровозів були випущені з серпня по листопад 2011 року. У травні 2012 року перші два електровози надійшли для експлуатації в локомотивне депо Барановичі після сертифікації в Білоруському державному університеті транспорту. У вересні 2012 року була розпочата підконтрольна експлуатація електровозів при якій була проведена перевірка технічних характеристик електровоза і налаштування програмного забезпечення

## Конструкція
Електровоз є адаптацією китайського електровоза серії HXD2, який був розроблений Датунським заводом спільно з компанією  Alstom на основі електровоза SNCF Class BB 47000.
Потужність 9600 кВт, конструкційна швидкість 120 км/год.
Кабіна машиніста має кондиціонування. Наявний вакуумний туалет для локомотивної бригади, причому санвузол виділений в окреме приміщення. У кузові електровоза є шафа для побутових приладів яка обладнана мікрохвильовою піччю і холодильником.
Букси обладнані датчиками температури. Є вбудована система гребнезмащувача. Колісні пари мають суцільнокатані колеса.
Допоміжний і основний компресор, пристрій для осушування повітря і головні резервуари знаходяться всередині електровоза. Все гальмівне обладнання фірми Knorr-Bremse.
Напруга кіл управління 110 вольт. Доступ до прожектора для обслуговування і зміни ламп можливий тільки з даху електровоза.
Управління частотою обертання тягових двигунів відбувається шляхом зміни частоти струму. Тягові двигуни асинхронні.